# Goalkeeper
Il sistema CIWS Goalkeeper è il frutto di una collaborazione tra la Signaal olandese e la General Electric statunitense, che ha comportato la realizzazione di un sistema di difesa aerea di punto che potesse superare le prestazioni dell'apparato di riferimento della categoria, il Phalanx CIWS, anch'esso con una mitragliera GE aeronautica, in questo caso il 20 mm a sei canne M61 Vulcan.

## Caratteristiche
Già la differenza dell'artiglieria, 7 canne da 30mm contro 6 da 20 dà l'idea della differenza in potenza bruta. Il cannone usato, tenuto in sede con una robusta struttura a traliccio, è in effetti l'Avenger controcarro dell'A-10 Thunderbolt, che ha una potenza esuberante per il ruolo antiaereo e antimissile. Esso non sarebbe tuttavia sufficiente senza un affusto e un sistema di controllo del tiro all'altezza. L'apparato elettronico è di fornitura olandese e comprende 2 radar disgiunti, 2 sistemi distinti piuttosto che uno solo integrato come quello, assai più appariscente del Phalanx. La differenza è che esistono 2 radar di tiro disgiunti, uno di ricerca in banda I rotante su di un supporto superiore per l'acquisizione dei bersagli, e uno in banda K e I con antenna a scansione conica per il loro inseguimento.
La direzione del tiro è incentrata su di un calcolatore digitale che passa i dati all'affusto su cui è sistemato il cannone. Questo a questo punto viene azionato con 2 motori elettrici esterni e spara a 70 colpi al secondo munizioni HE e decalibrate ad alta velocità, al posto di quelle perforanti normali ma con nocciolo in uranio impoverito. Essi sono efficaci anche se hanno il nucleo in tungsteno. Il tamburo di rifornimento ha un nastro interno con 1190 colpi, praticamente quanto quelli del Phalanx ma con proiettili più pesanti. La differenza di potenza è data da munizioni sparate con una cadenza di tiro anche maggiore del sistema rivale, ma pesanti il quadruplo, e la combinazione di potenza e precisione ha tra l'altro dimostrato in un singolo test di potere distruggere 2 bersagli supersonici a pelo d'acqua, ingaggiandoli uno dopo l'altro nell'arco di un secondo. A parte questo, il cannone ha una struttura di diverso tipo, con versioni sia con deposito munizioni sopra la coperta che sotto di essa. L'arma è stata scelta da varie marine come quella olandese, inglese e sud-coreana.
Ma il costo di un Goalkeeper è maggiore di circa 2 volte di quello, già non trascurabile, del Phalanx. La sistemazione del deposito munizioni sotto il ponte ha svantaggi e vantaggi, mentre di sicuro non vi sono problemi di sistemazione con il Phalanx, che può essere installato sopra una qualunque struttura che possa ospitarlo.
Il sistema radar del Goalkeeper è capace di localizzare e tracciare ben 18 bersagli (alcune fonti parlano di 30) con l'elemento di ricerca rotante, che può scegliere così la minaccia più pericolosa, mentre il Phalanx, almeno basico, li ingaggia in maniera sequenziale, uno dopo l'altro. Il numero di bersagli aerei tracciabili è addirittura eccessivo rispetto alla dotazione di munizioni del Goalkeeper (che consentirebbe al massimo una quindicina di ingaggi con 1-2 secondi di fuoco), al numero di quelli che si potrebbero trovare entro pochi chilometri dalla nave e in ogni caso, anche con 2-3 secondi di tempo di ingaggio per bersaglio non vi sarebbe il tempo materiale per distruggerne così tanti, anche se subsonici. I missili antinave supersonici sono per esempio ingaggiabili distruggendoli solo entro i 500 metri al massimo, quelli subsonici e anche gli aerei entro 1-2 chilometri, per cui posta una velocità di 250-300 metri al secondo si potrebbero al massimo ingaggiarne 2-3 attaccanti in simultanea. In ogni caso il Goalkeeper, per quanto poco diffuso rispetto al Phalanx, porta bene il nome (portiere, ovvero estremo difensore) assegnatogli, ottimizzando il tempo di intervento e la lunghezza della raffica in base al numero e tipo di minacce da affrontare. Non pare che abbia mai avuto una capacità secondaria contro bersagli di superficie, o quantomeno non una attrezzatura ottica dedicata allo scopo.

### Confronto tra Goalkeeper e altri CIWS
|                      | AK-630                                        | Phalanx CIWS                                    | Goalkeeper CIWS                            | DARDO                          |
| -------------------- | --------------------------------------------- | ----------------------------------------------- | ------------------------------------------ | ------------------------------ |
| Peso                 | 9114 kg                                       | 6200 kg                                         | 9902 kg                                    | 5500 kg                        |
| calibro              | 30 mm a 6 canne rotanti GSh-6-30 tipo Gatling | 20 mm a 6 canne rotanti M61 Vulcan tipo Gatling | 30 mm a 7 canne rotanti GAU-8 tipo Gatling | 40 mm binato Bofors 40 mm L/70 |
| Cadenza di tiro      | 5000 colpi/min                                | 4500 colpi/min                                  | 4200 colpi/min                             | 600/900 colpi/min              |
| Gittata massima      | 4000 m                                        | 2000 m                                          | 3600 m                                     | 12500 m                        |
| magazzino            | 2000 colpi                                    | 1550 colpi                                      | 1190 colpi                                 | 736 colpi                      |
| velocità alla volata | 900 m/s                                       | 1100 m/s                                        | 1109 m/s                                   | 1000 m/s                       |
| Elevazione           | −13°/+78°                                     | −75°/+55°                                       | −75°/+64°                                  | −13°/+85°                      |
| angolo di tiro       | 360°                                          | -150°/+150°                                     | 360°                                       | 360°                           |